# Wasmiddel

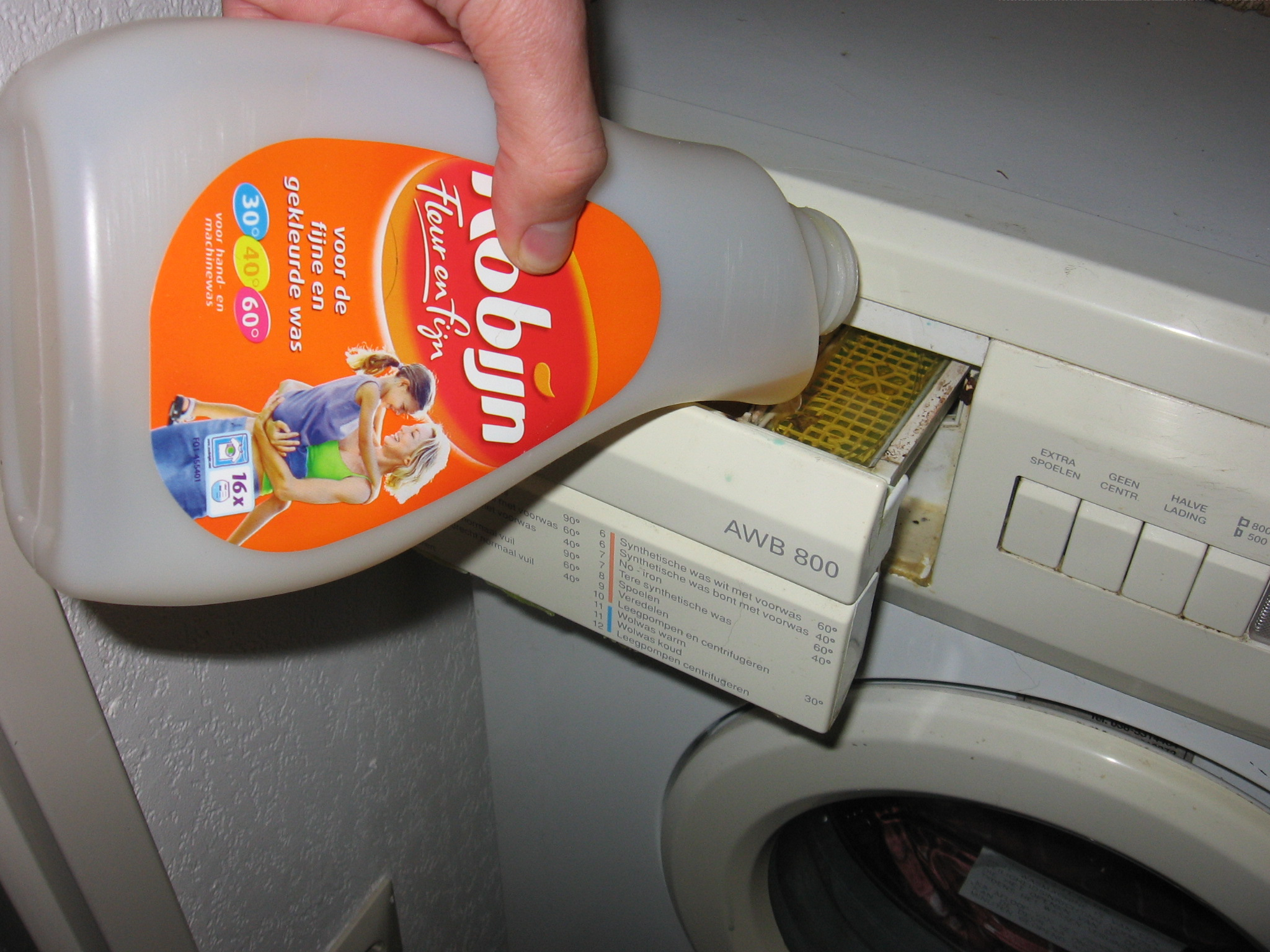
Wasmiddel voor gebruik in de wasmachine

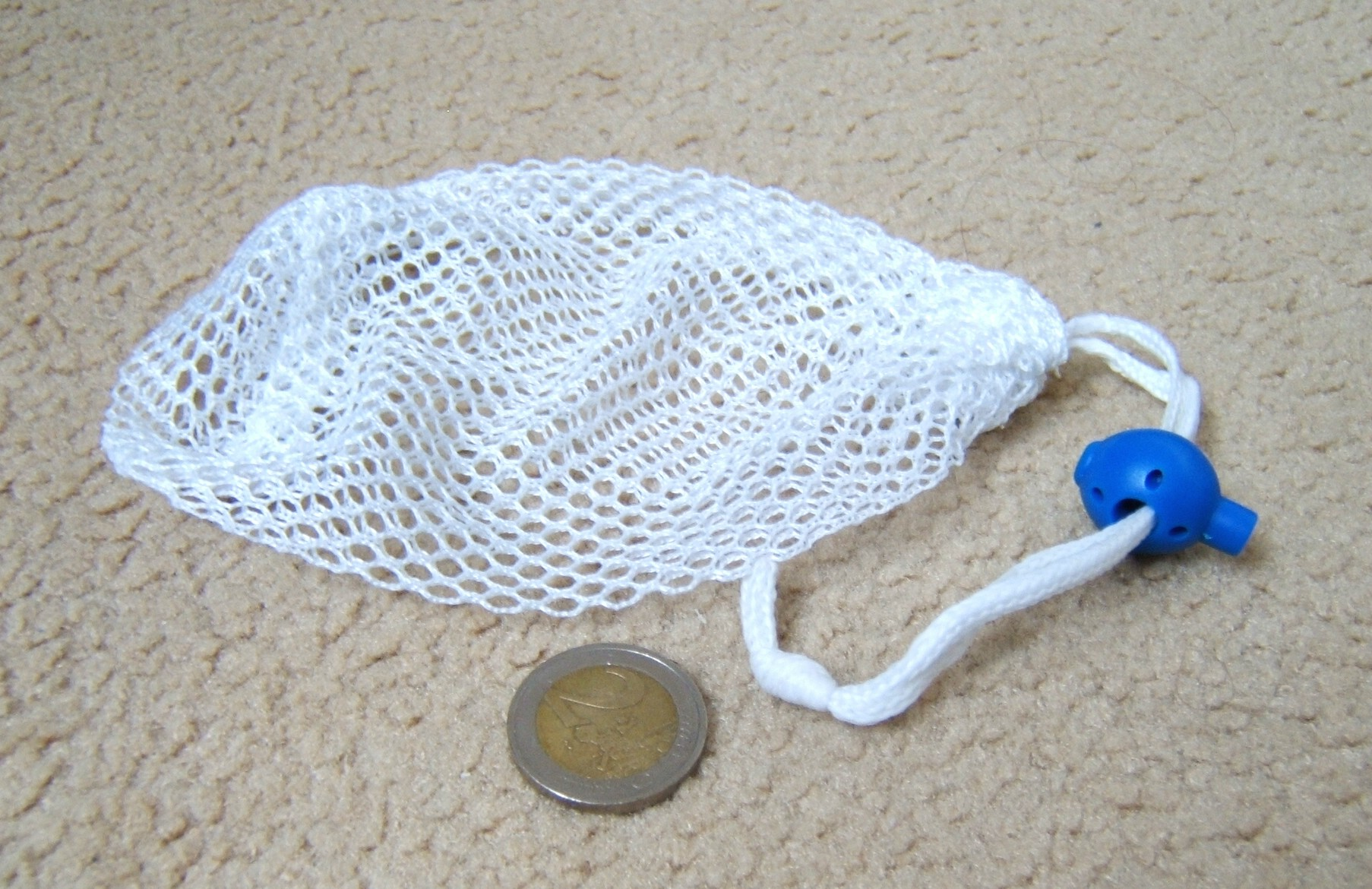
Wasnetje voor gebruik van wasmiddel in tabletvorm

Een wasmiddel is een middel dat aan water of een andere vloeistof wordt toegevoegd om bijvoorbeeld textiel te reinigen, ook wel wassen genoemd.

## Samenstelling
Een wasmiddel bevat vaak enzymen. Er zijn verschillende soorten wasmiddelen voor gebruik in de wasmachine en voor de handwas, maar ook voor verschillende soorten textiel. In de jaren zestig van de twintigste eeuw bevatten wasmiddelen fosfaten, die echter een grote milieuverontreiniging veroorzaakten, doordat fosfaten de algen in de zee voeden. De Noordzee kreeg daardoor een overschot van deze organismen. Nadat de samenstelling van wasmiddelen was veranderd, nam de algengroei in het oppervlaktewater af. Deze fosfaten werden gebruikt om het leidingwater zachter te maken door binding met calcium- en magnesiumionen. Een voordeel was dat deze fosfaten ook een oppervlakte-actieve werking hebben. Pas sinds begin 1990 zijn vrijwel alle textielwasmiddelen in Nederland fosfaatvrij. Tegenwoordig wordt er zeoliet (natriumaluminiumsilicaat) voor het binden van deze ionen gebruikt. Een nadeel van deze stof is dat er goed moet worden nagespoeld omdat er anders een verstopping in de uitloop van de wasmachine plaatsvindt. Ook op het wasgoed kunnen er resten van deze stof blijven zitten, even uitkloppen helpt.

## Soorten
Wasmiddelen bestonden aanvankelijk uit poeder of zeepvlokken. Tegenwoordig zijn de meest uiteenlopende vormen beschikbaar: tabletten, gels, parels, vloeibaar, of zogenaamde wascapsules: vloeibaar wasmiddel in een zakje dat tijdens het wassen oplost. Er zijn wasmiddelen voor verschillende soorten was:
- Totaalwasmiddel voor witte was en vieze gekleurde was. Deze bevat een zuurstofbleekmiddel waardoor er een betere reiniging plaatsvindt, maar de kleurstoffen in het weefsel mettertijd verbleken.
- Kleurwasmiddel voor gekleurde was. Dit middel bevat geen optische bleekmiddelen, maar wel een kleurbeschermer die voorkomt dat kleurdeeltjes zich opnieuw aan textiel hechten, waardoor het kan verkleuren.
- Wol- en fijnwasmiddel. Dit is een minder agressief reinigend middel omdat het geen bleekmiddel of optische witmiddelen bevat. Het wordt voornamelijk gebruikt om wollen en zijden wasgoed te wassen.

In juli 2014 werd bekendgemaakt dat het aantal vergiftigingen bij kinderen door het eten van wascapsules in een paar jaar tijd sterk is gestegen. Als maatregel hebben de fabrikanten toegezegd een bittere smaakstof aan wascapsules toe te voegen.

## Verbeteringen
In de loop der jaren zijn de wasmiddelen zo veranderd dat de was bij steeds lagere temperaturen gereinigd wordt. Hierdoor wordt energie bespaard, omdat wasautomaten het water niet meer zo veel als voorheen hoeven te verwarmen. In de jaren zestig van de twintigste eeuw werd de witte was nog bij negentig graden gedaan. Later gingen de temperaturen voor het wassen omlaag naar zestig en veertig graden. Tegenwoordig wordt de was in de meeste gevallen bij dertig graden al schoon, maar voor een hygiënisch resultaat is 60 graden met het normale katoenprogramma (of: hygiëne/allergie-programma) nodig. Pas vanaf 55-60 graden voor minimaal 15-30 minuten gaan micro-organismen ook bijna allemaal dood en wordt niet alleen een deel van het vuil weggewassen zoals op 40 en 30 graden. Er zijn in de loop van het eerste decennium van de 21e eeuw wasmiddelen ontwikkeld die zelfs bij kamertemperatuur hun werk doen. Voor sterk vervuilde was wordt echter aangeraden om warmer te wassen.
Koud wassen heeft enkele nadelen: zo kunnen zich in de wasautomaat en de afvoer micro-organismen ontwikkelen die een onfrisse geur verspreiden. Ook kunnen zeepresten de afvoer doen dichtslibben. Daarom wordt aanbevolen om af en toe een was te draaien op een hogere temperatuur, bijvoorbeeld zestig graden. Volgens onderzoekers zijn ook mensen met een zwakke gezondheid of een allergie gebaat bij het wassen bij een hogere temperatuur, omdat ziektekiemen en huisstofmijt het wassen bij een lage temperatuur overleven.

## Samenstelling van wasmiddelen anno 2008
De samenstelling van een willekeurig pak wasmiddel voor de witte was, is anno 2008:
- 15-30% zuurstofbleekmiddel
- 5-15% Anionogene oppervlakte-actieve stoffen, zeoliet
- < 5% niet-ionogene oppervlakte-actieve stoffen, fosfonaten, polycarboxylaten

De samenstelling van een willekeurig pak wasmiddel voor de gekleurde was, is anno 2008:
- enzymen
- < 5% zeep, niet-ionogene oppervlakte-actieve stoffen, fosfonaten en polycarboxylaten
- 15-30% anionogene oppervlakte-actieve stoffen
- >30% zeolieten

Daarbij bevatten diverse wasmiddelen voor witte was ook nog de stof natriumperoxoboraat, wat dient om gekleurde vlekken in wit wasgoed beter te kunnen verwijderen

## Alternatief
Eigenlijk bestaan er weinig alternatieven voor wasmiddel op basis van zeep; vroeger werden nog wel zout/soda oplossingen gebruikt, vaak werd daar echter wel groene zeep aan toe gevoegd. Ook bestaan er zogenoemde zeepnoten of wasnoten (Sapindus Mukorosse) als ecologisch alternatief voor wasmiddel; deze uit India en Nepal afkomstige noten bevatten saponine, een stof die ervoor zorgt dat vuil in water wordt opgelost.
In Frankrijk en Spanje zijn in de supermarkt wasballen te koop die het gebruik van wasmiddel min of meer overbodig zouden maken. Zo'n plastic bol bevat keramische balletjes die het water zouden ioniseren en het vuil losweken, waardoor zeer weinig tot geen wasmiddel meer nodig zou zijn om de was te doen. Omdat degelijk wetenschappelijk onderzoek ernaar niet voorhanden is, is de werking van deze wasballen omstreden.